# Topino
El Topino és un riu d'Úmbria, al centre d'Itàlia.
A l'antiguitat era conegut com a Timia o Tinia i és mencionat per Dante Alighieri al Canto XI de Paradís.
Neix als vessants del Monte Pennino, al municipi de Nocera Umbra. Els tributaris del Topino són el Menotre i el Clitunno. Després de passar pels comuni de Valtopina, Foligno, Bevagna, Cannara i Bettona, s'uneix al riu Chiascio abans de fluir al Tíber.